# 大街道停留場
大街道停留場（おおかいどうていりゅうじょう）は、愛媛県松山市大街道三丁目および一番町二丁目にある伊予鉄道城南線（軌道）の停留所である。停留所番号は19。

## 概要
国道11号上に位置し、停留所の間は交差点となっている。南には松山市有数の繁華街である大街道商店街がある。北側はロープウェイ街と呼ばれ、松山城へのロープウェイ乗り場へのゆるやかな登り道がある。道後温泉と松山市駅あるいはJR松山駅を結ぶ路線、および松山城の周囲を2方向から循環する環状線の路面電車が運行されている。
坊っちゃん列車の途中停車駅である（土日祝日のみの運行）。

## 歴史
- 1895年（明治28年）8月22日：道後鉄道の起点である松山駅（まつやまえき）が、現在のいよてつ会館の場所に開業[3]。
- 1900年（明治33年） - 会社合併に伴い、伊予鉄道道後線の駅となる。同時に一番町駅（いちばんちょうえき）へ改称[3]。
- 1911年（明治44年）9月1日：松山電気軌道が一番町停留場を開業[3]。
- 1921年（大正10年）4月1日：松山電気軌道が伊予鉄道と合併し[3]、一番町停留場は同社城南線の停留場となる。
- 1926年（大正15年）5月2日：道後線の当駅 - 道後駅間が廃止となる。
- 1949年（昭和24年）：当駅から県庁前停留場までの軌道を移設・複線化[3]。
- 1967年（昭和42年）：大街道停留場に改称[3]。

## 構造
互い違いの相対式2面2線の安全地帯を有する。ホーム長が長く電車2両が停車可能。

### のりば
| ホーム | 路線        | 行先                     |
| ------ | ----------- | ------------------------ |
| 北側   | ■2号線 環状 | 赤十字病院前・木屋町方面 |
| 北側   | ■3号線      | 道後温泉行き             |
| 北側   | ■5号線      | 道後温泉行き             |
| 南側   | ■1号線 環状 | 松山市駅行き             |
| 南側   | ■3号線      | 松山市駅行き             |
| 南側   | ■5号線      | JR松山駅前行き           |

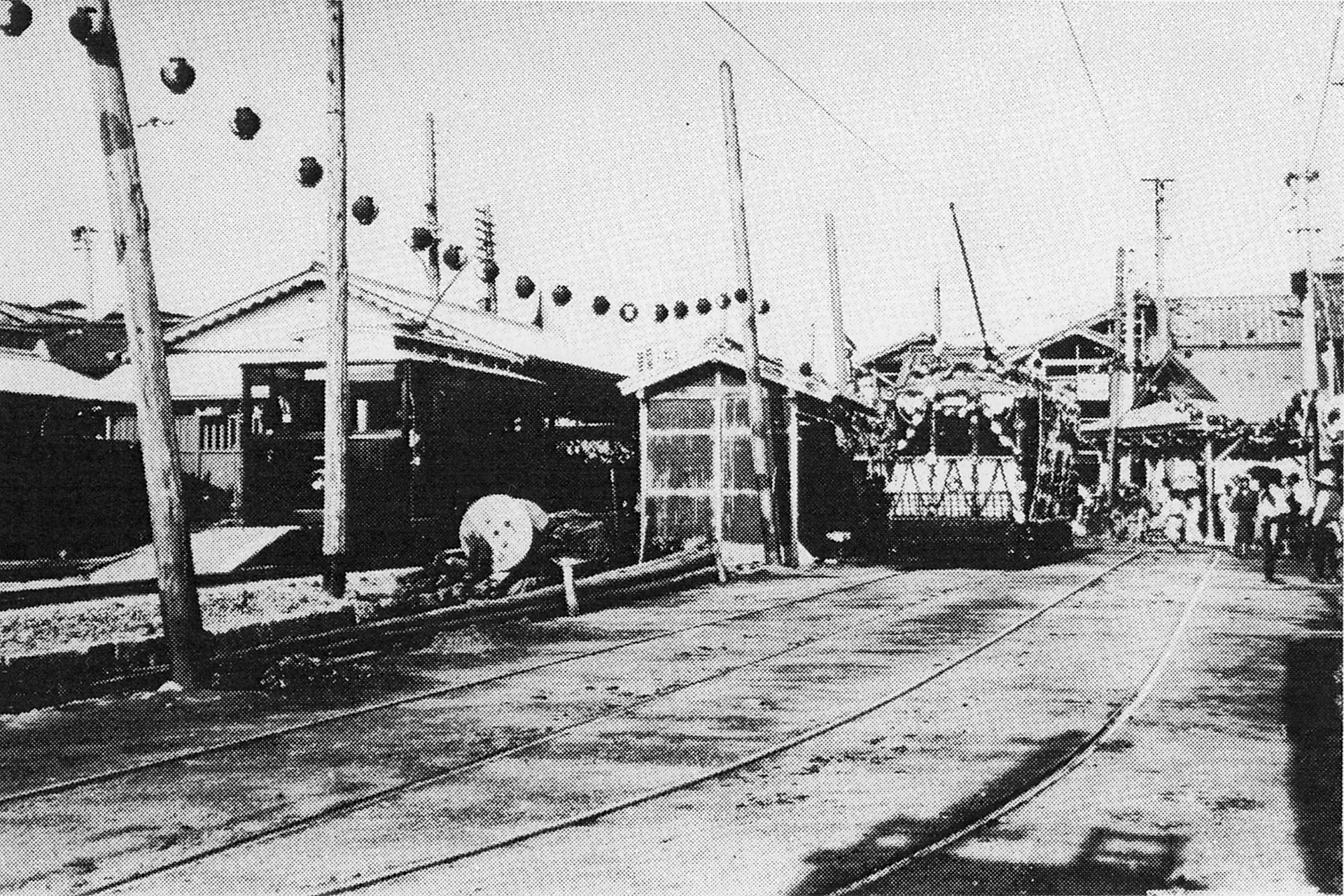
伊予鉄道（左）と松山電気軌道（右）の一番町停留場
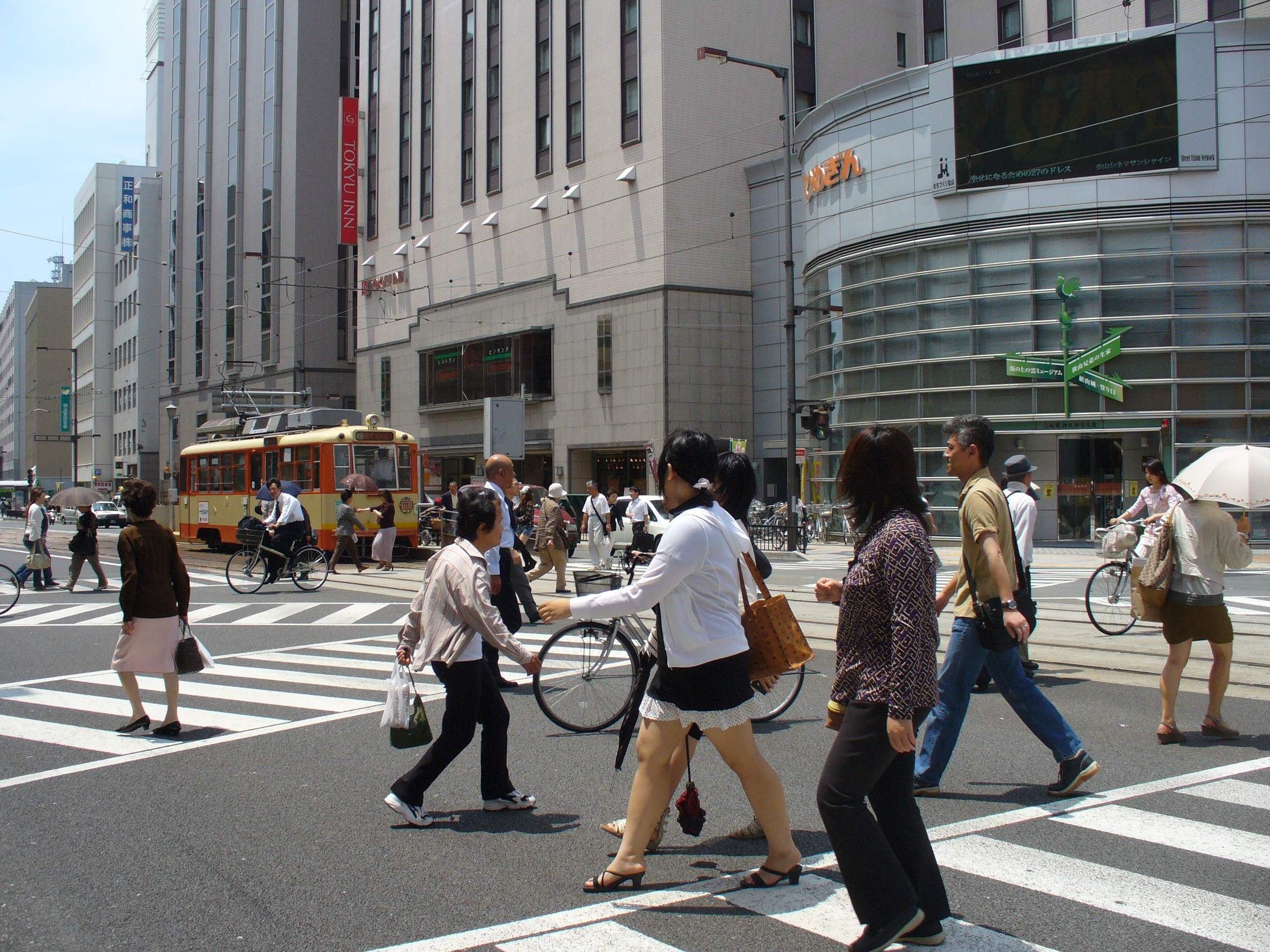
南側から見た大街道電停（道後温泉方面）
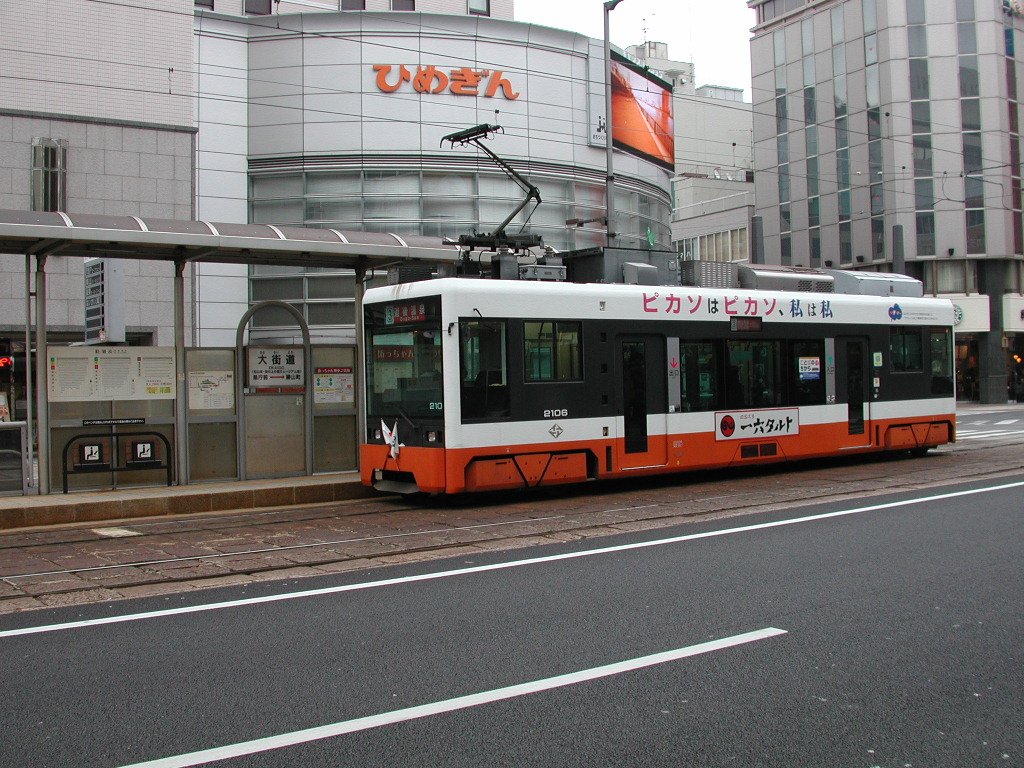
道後温泉方面ホームに停車中の車両
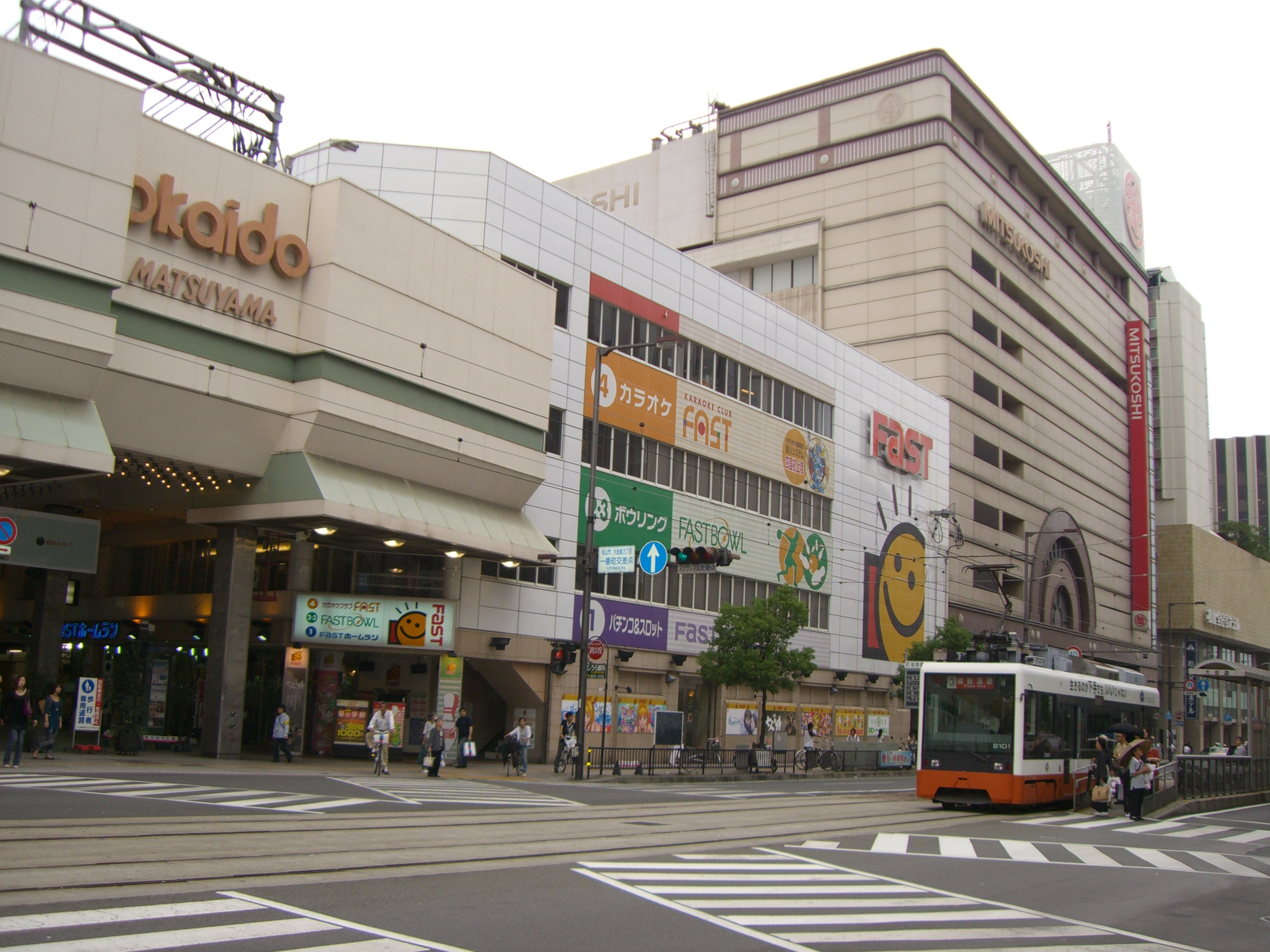
北東から見た大街道商店街入口

## 周辺
電停のある大街道交差点から南側に、大街道商店街のアーケードがあり、松山城行きロープウェイのりばの最寄り電停である。付近は松山で一番の繁華街である。
- 大街道バスターミナル
- 萬翠荘
- 松山城（ロープウェイ乗り場）
- 坂の上の雲ミュージアム
- 松山三越
- ANAクラウンプラザホテル松山
- いよてつ会館
- 愛媛県赤十字血液センター（大街道献血ルーム）
- 松山東雲中学校・高等学校
- ドン・キホーテ 松山大街道店

## 隣の停留場
伊予鉄道
環状線（■1号線・■2号線）・■3号線・■5号線
勝山町停留場 (18) - 大街道停留場 (19) - 県庁前停留場 (20)